# La Bataille de Rogue River
Pour plus de détails, voir Fiche technique et Distribution.
La Bataille de Rogue River (The Battle of Rogue River) est un western américain réalisé par William Castle, sorti en 1954.

## Synopsis
1850, Oregon. Les Indiens, menés par le chef Mike, tiennent tête à l'armée américaine depuis des années. Alors que les tribus indiennes sont envoyées dans les réserves, celle de la Rogue River Valley, qui appartient à Mike, résiste et remporte victoire sur victoire aux dépens des Tuniques Bleues. À la suite du départ du major Wallish, l'intransigeant Major Frank Archer est envoyé sur place avec un régiment et un canon afin de le remplacer et de renforcer le petit fortin qui doit faire face au soulèvement grandissant des Indiens, ces derniers luttant avec raison pour ne pas se voir évincés de la région.
Alors qu'il souhaite leur imposer une défaite définitive, Archer découvre sur place que le laxisme a envahi la place et que les nouveaux ordres sont de négocier la paix avec les Indiens. Archer décide donc de trouver une solution pacifique mais certains hommes d'affaires véreux font tout pour maintenir ce conflit pour que le territoire de l'Oregon ne devienne pas un État sous tutelle des États-Unis et ainsi pouvoir continuer à prospérer sans lois édictées à leur encontre... Ils décident donc d'attiser l'animosité des Indiens pour prolonger la guerre entre eux et l'armée américaine.

## Fiche technique
- Titre original : The Battle of Rogue River
- Titre français : La Bataille de Rogue River
- Réalisation : William Castle
- Scénario : Douglas Heyes
- Montage : Charles Nelson
- Musique : Mischa Bakaleinikoff, George Duning et Jacques Belasco
- Photographie : Henry Freulich
- Production : Sam Katzman
- Société de production et distribution : Columbia Pictures
- Pays de production :  États-Unis
- Langue originale : anglais
- Format : couleur
- Genre : western
- Durée : 71 minutes
- Date de sortie : 
  - États-Unis : 1er mars 1954

## Distribution
- George Montgomery : Major Frank Archer
- Richard Denning : Stacey Wyatt
- Martha Hyer : Brett McClain
- John Crawford : capitaine Richard Hillman
- Emory Parnell : sergent McClain
- Michael Granger : chef Mike
- Freeman Morse : privé Reed
- Bill Bryant : Corporel
- Charles Evans : Matt Parish
- Lee Roberts : lieutenant Keith Ryan
- Frank Sully : privé Kohler